# Héctor Ramírez Infante
Pour les articles homonymes, voir Ramírez.
Héctor Ramírez Infante – surnommé El Indio – est un footballeur cubain, né le 23 février 1973 à Báguanos (Province de Holguín), qui évoluait au poste d'attaquant . 
Avec 109 buts marqués, c'est le cinquième meilleur buteur du championnat de Cuba, derrière Serguei Prado (126), Léster Moré (123), Ariel Betancourt (122) et Sander Fernández (110).

## Biographie

### Club
Joueur emblématique du FC Holguín, "El Indio" Ramírez commence sa carrière en première division, le 6 octobre 1991, en remplaçant Wilfredo Bicet lors d'un match de championnat contre FC Las Tunas où il marque son premier but.
Il marque son 100e but lors du championnat 2007-08 à l'occasion d'un match contre le FC Sancti Spíritus (victoire 4-1).
Champion de Cuba en 2006, il fait ses adieux lors de la saison 2008-09 avec un total cumulé de 106 buts. Néanmoins il fait son retour au FC Holguín pour y disputer les saisons 2013 et 2014 où il marque trois buts supplémentaires ce qui porte son total de buts à 109.

### Sélection
International cubain, Ramírez ne joue qu'un seul match, contre Trinité-et-Tobago, le 19 novembre 2003. Alors que ses statistiques en championnat plaidaient pour lui, son petit gabarit (1,66 m et 62 kg) l'a desservi en équipe nationale.

## Palmarès

### En club
- Champion de Cuba en 2005-06 avec le FC Holguín.

### Distinctions individuelles
- Meilleur buteur de l'histoire du FC Holguín avec 109 buts en championnat.